# Muhammad XI di Granada
Muḥammad XI ibn Muḥammad, nelle cronache castigliane chiamato " El Chiquito" (in arabo محمد بن محمد‎?; ... – 1462), è stato il diciannovesimo sultano nasride del Sultanato di Granada.
Era figlio di Muḥammad VIII al-Mutamassik. Succedette al trono a Muḥammad IX al-Aysar nel 1453. Venne spodestato nel 1455 da Saʿd al-Mustaʿīn, e fatto uccidere nel 1462.

## Biografia
Quando Muḥammad IX al-Aysar riconquistò il trono per la quarta volta nel 1448, dette in sposa sua figlia a Muḥammad ibn Muḥammad, il futuro Muḥammad XI, un figlio di Muḥammad VIII al-Mutamassik, (detronizzato da al-Aysar nel 1429, e fatto uccidere nel 1431), iniziarono quindi a regnare insieme dal 1451.

Muḥammad XI salì al trono nel 1453, anno della morte di Muḥammad IX al-Aysar
In Castiglia, nel 1454 salì al trono Enrico IV, che proseguì la politica di molestie e attacchi sul confine con il Sultanato di Granada, nonché la politica atta a fomentare divisioni all'interno della dinastia nasride.
Nella primavera del 1455, il Sultanato di Granada era suddiviso:
- Muḥammad XI, regnava su Granada, Malaga, Guadix, Almería, Íllora e Moclín;
- Saʿd al-Mustaʿīn regnava su Archidona e Ronda;

Nel 1455, Saʿd al-Mustaʿīn, sostenuto dal potente clan dei Banū Sarrāj ("Abencerrages") e dalla Castiglia, prese il potere a Granada. 
Nel 1462, Muḥammad XI El Chiquito fu fatto prigioniero da Abū al-Ḥasan ʿAlī (dai castigliani chiamato "Muley Hacén"), figlio di Saʿd al-Mustaʿīn, portato all'Alhambra, e messo a morte assieme al figlio.